# Chelm (folklore)
Chelm, en yiddish חעלעם (Khelem), est une ville dont les habitants sont moqués dans le folklore juif ashkénaze. La ville de Chelm existe en Pologne mais dans le folklore yiddish, Chelm n'est pas considérée comme une ville réelle, c'est une ville légendaire dont les habitants connus pour leur naïveté, ont l'air de se comporter comme des idiots. Ils suivent une logique absurde lorsqu’ils sont confrontés à différents problèmes. Par antiphrase, les habitants de cette ville sont alors surnommés « les Sages de Chelm » (khelemer khakhomim en yiddish).  Il existe de nombreuses histoires populaires concernant leur « sage » conduite.
Les habitants de Chelm sont sans cesse confrontés dans leur vie quotidienne à des problèmes. Généralement, la question est portée devant le conseil du shtetl qui débat pendant des jours et des nuits avant d'arriver à une solution. La solution est généralement absurde ou bancale. L'absurdité des raisonnements des habitants de Chelm ne signifie pas qu'ils sont considérés comme stupides. Leurs raisonnements sont plutôt une parodie des discussions sur la loi juive. Le nom de Chelm pour désigner cette ville habitée de naïfs a peut-être été choisi à cause de la proximité avec l'hébreu holem « rêve ». Les histoires sur Chelm sont très répandues dans la culture yiddish. On les retrouve dans la presse ou dans la littérature pour enfants. Il existe plusieurs anthologies dédiées aux histoires de Chelm, telles que Khelmer naronim (les Idiots de Chelm, 1929) de Ben-Mordekai, Khelemer mayses (Histoires de Chelm) de Menachem Kipnis, Di heldn fun Khelm (Les héros de Chelm) de Solomon Simon, Di velt is Khelem (Le monde est Chelm) de Wolf Mercur, Khelemer khakhomim oder yidn fun der kligster shtot in der velt (Les Sages de Chelm ou les juifs de la plus intelligente ville du monde) de Y. Y. Trunk.

## Fiction se déroulant à Chelm
- Le monde est un grand Chelm, long métrage d'animation, 1995
- Le Village des idiots, court métrage d'animation, 2000